# Progress MS-18
Progress MS-18 – misja statku transportowego Progress, prowadzona przez rosyjską agencję kosmiczną Roskosmos na potrzeby zaopatrzenia Międzynarodowej Stacji Kosmicznej.

## Ładunek
Całkowity ładunek, który Progress MS-18  dostarczył na Międzynarodową Stację Kosmiczną, ważył około 2440 kg. Statek dostarczył żywność, paliwo i zaopatrzenie.